# Neonauclea gageana
Neonauclea gageana là một loài thực vật có hoa trong họ Thiến thảo. Loài này được (King) Merr. mô tả khoa học đầu tiên năm 1915.